# تویرینومی
تویرنومی (به لاتین: Töyrynummi) یک منطقهٔ مسکونی در فنلاند است که در هلسینکی واقع شده‌است.